# Syndicat international des travailleurs et travailleuses de la boulangerie, confiserie, tabac et meunerie
Le Syndicat international des travailleurs et travailleuses de la boulangerie, confiserie, tabac et meunerie (SITBCTM) (anglais: Bakery, Confectionery, Tobacco Workers and Grain Millers' International Union (BCTGM)) est un syndicat nord-américain représentant près de 75 000 artisans et des travailleurs de l'industrie de la transformation agroalimentaire. Fondé en 1886, ce syndicat est présent aux États-Unis et au Canada. Le SITBCTM contemporain est née de la fusion en 1999 du Syndicat des travailleurs et travailleuses de la boulangerie, confiserie, du tabac et de l'American Federation of Grain Millers.